# Василь Павлович (писар господарський)
Василь Павлович (нар. на зламі 1420/1430 — пом. до 1496) — писар господарський канцелярії великого князя литовського й руського Казимира Ягеллончика.

## Біографія
Походив з руського боярського роду, представники якого осіли на Чернігівщині ще в кінці XIV століття. Син Павла Мишковича. «З молодих літ» служив Казимиру Ягеллончику, від 1448 року — писарем господарським. У записах Литовської метрики він згадується як «Васко Павлович».
Заслуги писаря були відзначені пожалуванням маєтку Деречин Слонімського повіту (не весь, а 10 «служб» Деречинської волості, що з часом склали село Кочин), який дістав завдяки одруженню з вдовою його колишнього власника, — Богдана Васьковича Дромутевича.
«Положив свою голову» на господарській службі. Мав сина Василя, також писаря великокнязівської канцелярії.

## Походження і свояцтво
Його батько, боярин Павло Мишкович, знаний хіба тим, що між осінню 1436 і літом 1437 дістав від Свидригайла Ольгердовича замість Сновська Сіверського двір Хальч непоодаль Гомеля і «раба Івана» в придаток. Вочевидь, він доводився братом Каленику Мишковичу, іншому близькому прибічнику великого князя. Оскільки привілей зберігся лишень у вигляді випису 1661 р. з новогрудських книг ґродських, можна тільки припускати, чи був Сновськ найдавнішою вотчиною Мишковичів, чи короткочасно належав їм як вислуга за період чернігівського княжіння Свидригайла. Межи 1440 та 1443 роками Мишкович втратив обійстя: його віленський воєвода Ян Довгірд надав пану Гарману (Герману) Радивоновичу, однак десь у 2-й половині XV століття Хальч знов вернувся до членів роду.
Відомі імена синів Павла Мишковича, братів Василя: Андрій та Богдан, підключі троцький і віленський відповідно, а також Остафій (родоначальник Халецьких) й Григорій, якого пізніша традиція ототожнює з Галактіоном, претендентом на київський митрополичий стіл після смерті Мисаїла Пструча. 
З легкої руки Антона Ясинського, поширилась хибна ідентифікація Васька Павловича з мінським боярином й дяком великокнязівської канцелярії Василем Любичем, документальні згадки про яких часом зводили докупи у гібридний персонаж. 
Вотчини Василя, Богдана й Андрія Павловичів розкинулися на Чернігівщині. Станом на 1496 рік Богдан володів маєтками Сибреж й Заболовісся, селищем Ргощ (тепер Рогощі), а також ловищем й бортною землею Замглай. Поміж 1500 й 1506 р. замість чернігівської вотчини, захопленої московитянами, одержав двір Вакініки у Троцькому повіті і син Василя Павловича — Василь Никольський. Андрій Павлович у 1502 дістав від монарха у «хлібокормління» двір Красне строком на 3 роки, либонь, як відшкодування за втрачені унаслідок війни володіння.
Великий князь Олександр Ягеллончик при наданні Чернігівщини біглому князю Семену Можайському листом од 1 липня 1496 року «виняв на себе» декілька бояр, що перебували на господарській службі. Серед них подибуються Андрій Павлович з братаничами, — М. Халецьким й В. Никольським.